# Megaspilates
Megaspilates là một chi bướm đêm thuộc họ Geometridae.